# Сабур Бадахоський
Сабу́р (араб. سابور, Sābūr; ? — 8 квітня 1022) — хаджиб Нижньої марки Кордовського халіфату. Засновник і перший правитель Бадахоської тайфи (1012/1013 — 1022; за ісламським календарем: 403—413). Походження невідоме: іранець або слов'янин. Був рабом і особистим слугою халіфа Гішама II. З ласки останнього став управителем Бадахоса. Належав до партії Абу Аміра Аль-Мансура. Близько 1012 р. прийняв титул хаджиба, фактично унезалежнившись від халіфату. Окрім Бадахоса підкорив Сантарен, Лісабон, Мериду. Перед смертю поставив регентом своїх малолітніх синів візира-бербера Абдаллаха. Помер у Бадахосі. Його наступником став Абдаллах, який узурпував владу в тайфі, усунувши Сабурових синів — Абда аль-Маліка й Абда аль-Азіза. Прізвиська — Раб (араб. الصقلبي, al-Ṣaqlabī, аль-Саклабі), Переможець (араб. المنصور‎, al-Manṣūr, аль-Мансур).

## Імена
- Сабу́р (араб. سابور, Sābūr) — коротке ім'я; видозмінена форма іранського імені Шапур (перс. شاپور, Šāpūr, Sapur)[1].
- Сабур Амірський / Сабур аль-Амірі (араб. سابور الأميري, Sābūr al-ʿĀmirī) — прізвисько, що вказує на ймовірне іранське походження[1].
- Сабу́р Переможець / Сабу́р аль-Мансур (араб. سابور المنصور, Sābūr al-Manṣūr) — прізвисько, що зустрічається у працях ібн-Хазма[1].
- Сабу́р Раб / Сабу́р аль-Саклабі (араб. سابور الصقلبي, Sābūr al-Ṣaqlabī) — прізвисько, що вказує на рабське минуле і, ймовірно, слов'янське походження.

## Біографія
Точна дата і місце народження Сабура невідомі. Йому приписують різне походження — іранське (на що вказує змінене перське ім'я Шапур і прізвисько аль-Амірі), або слов'янське (на що вказує прізвисько аль-Саклабі).
Сабур був рабом і пажем впливового високопосадовця Фаїка, що служив кордовському халіфові аль-Хакамові II. Згодом Сабур вислужився до покоївника самого халіфа, який призначив його управителем міста Бадахос та його околиць.
976 року після смерті халіфа Сабур прибув до Кордови скласти присягу на вірність його наступнику — Гішамові II. Там він став членом партії на чолі з Абу Амір аль-Мансуром.
Коли Абу Амір аль-Мансура здобув реальну верховну владу у Кордовському халіфаті, Сабур підкорив регіон аль-Гарб та західні краї Бадахоського регіону, зокрема Мериду. Військові таланти Сабура й перемоги над християнами завоювали йому популярність серед населення мусульманської Іспанії.
Внаслідок смерті Абу Амір аль-Мансура в 1002 розпочався розпад Кордовського халіфату на незалежні області — тайфи. Сабур очолив тайфу зі столицею в Бадахосі. Точна дата утворення самостійної Бадахоської тайфи невідома.
Під час кордовської революції 1009 року і початку берберо-арабської війни Сабур підтримав берберів, які переважали у підконтрольному йому регіоні. На межі 1012—1013 років він захопив більшу частину античної Лузітанії й фактично унезалежнився від халіфа Сулаймана.
На межі 1012—1013 років (403 року за ісламським календарем) Сабур був проголошений хаджибом Нижньої марки. Як і більшість голів інших тайф він обрав саме цей титул замість титулів суверенних правителів — маліка (короля) або еміра (князя), щоб підкреслити свою легітимність як представника халіфа у регіоні й, відповідно, право на повноту влади. Сабур контролював територію площею до 90 тисяч км² зі столицею в Бадахосі. До його тайфи входили Сантарен, Мерида, Лісабон, Евора, Корія та інші великі міста ісламської Іспанії.
Сабур помер 8 квітня 1022 року (за ісламським календарем — 10 шаабана 413). Незважаючи на військовий досвід і мужність, які відмічає хроніст ібн аль-Джатіб, він не зміг створити власної династії через брак політичного хисту й знань. Не маючи кревних зв'язків із підконтрольним регіоном, Сабур мусив покладатися на своїх придворних та місцеву аристократію, доручаючи їм державні справи. До таких людей належав його візир, андалуський бербер Абдаллах із племені мекнасів.
У Сабура було два малих сини: Абд аль-Малік і Абд аль-Азіз. Перед смертю він проголосив візира їхнім регентом і зобов'язав захищати їх, але як тільки Сабур помер, візир узурпував усю владу, а його синів позбавив їхнього спадку. Абдаллах заснував власну Афтаську династію, яка самостійно правила Бадахоською тайфою близько 70 років, до Альморавідського завоювання.
Сабурів син Абл аль-Малік утік до Лісабона, де його радо прийняв місцевий правитель і одружив на своїй сестрі.

## Сім'я
- Абд аль-Малік
- Абд аль-Азіз ібн Сабур

### Монографії
- Casiri, M. Bibliotheca Arabico-Hispana Escurialensis, Madrid, Antonio Pérez de Soto, 1760—1770, t. II, p. 67, 212—213.
- Conde, J. A. Historia de la dominación de los árabes en España, t. II, Madrid, García, 1820, p. 13.
- Dozy, R. P. A. Recherches, t. I, Leide, Brill, 1846, p. 205—215.
- Ibn al-AbbĀr, Al-Ḥullat al-siyara’, ed. parcial R. P. A. Dozy, Recherches sur l'Histoire Politique et littéraire de l'Espagne pendant le Moyen Age, t. I, Leide, Brill, 1849, p. 172.
- Codera, F. Un reyezuelo de Badajoz desconocido hasta hoy // Boletín de la Real Academia de la Historia, IV (1884), p. 353—359.
- Ibn Ḥazm, Naqt al-‘arūs, ed. C. F. Seybold, Revista del Centro de Estudios Históricos de Granada y su reino, 1 (1911), p. 149 (trad. de L, Seco de Lucena, Naqṭ al-‘Arūs, Valencia, Anubar, 1974, p. 64).
- Lèvi-Provençal, E. Inscriptions arabes d'Espagne. Londres-Paris, 1931, p. 53-54
- Ibn al-JaṬīb, Kitāb A‘māl al-a‘lām, ed. E. Lévi-Provençal bajo el título Histoire de l'Espagne Musulmane (Kitāb A‘māl al-A‘lām), Beirut, Dar al-Makchouf, 1956, p. 183 (trad. de W. Hoenerbach, Islamische Geschischte Spanien. Übersetzung der A‘mal al-A‘lam und Ergänzender Texte, Zürich-Stuttgart, Artemis Verlags, 1970, p. 360—361)
- H. R. Idris, Les Aftasíes de Badajoz // Al-Andalus, XXX (1965), p. 278—279.
- Ibn ḤayyĀn apud Ibn al-AbbĀr, AL-Ḥullat a l-siyarā’, ed. H. Mu'nis, El Cairo, Dar al-Ma‘arif, 1980, t. II, p. 96-97.
- Terrón Albarrán, M. Historia política de la Baja Extremadura en el período islámico // Historia de la Baja Extremadura, Badajoz, Real Academia de Extremadura de las Letras y las Artes, 1986, t. I, p. 350—353.
- Viguera Molíns, M.ª J. Los reinos de taifas y las invasiones magrebíes. Madrid, Mapfre, 1992, p. 45, 47.
- Pérez Álvarez, M.ª A. Fuentes Árabes de Extremadura. Cáceres, Universidad de Extremadura, 1992, p. 194—195, 205, 210—211.
- Shafa, S. De Persia a la España Musulmana: La Historia Recuperada. Huelva, Universidad, 2000, p. 177—190.

### Довідники
- García Sanjuán, Alejandro. 'Abd Allah b. Muhammad b. Maslama b. al-Aftas // Diccionario Biográfico Español... Madrid: Real Academia de la Historia, 2009. Vol. 1.
- Maíllo Salgado, Felipe. Sabur al-Saqlabi // Diccionario Biográfico Español... Madrid: Real Academia de la Historia, 2013. Vol. 44.